# شبيكة المركز (اشبيكة)
شبيكة المركز هي إحدى مشيخات المملكة المغربية، تتبع جغرافيا لإقليم طانطان وإداريًا لاشبيكة. يقدر عدد سكانها بـ 89 نسمة حسب الإحصاء الرسمي للسكان والسكنى لسنة 2004.